# J.C.Staff
J.C.Staff Co., Ltd. (株式会社ジェー・シー・スタッフ Kabushiki-gaisha Jē Shī Sutaffu?, J și C însemnând "Japan Creative") este un studio de animație japonez fondat în ianuarie 1986 de Tomoyuki Miyata, care a lucrat anterior la Tatsunoko Production. Prima lansare a studioului a fost Yōtōden în 1987. Au produs o mulțime de seriale anime bine cunoscute, precum Aria the Scarlet Ammo, Azumanga Daioh, Bakuman, franciza A Certain Magical Index (inclusiv Railgun și Accelerator), Date A Live III, The Disastrous Life of Saiki K., Edens Zero, The Familiar of Zero, Fairy Tail: 100 Years Quest, Food Wars!: Shokugeki no Soma, Golden Time, Is It Wrong to Try to Pick Up Girls in a Dungeon?, Maid Sama!, Mewkledreamy, One-Punch Man sezoanele 2 și 3, Revolutionary Girl Utena, Slayers, Shakugan no Shana și Toradora!.